# Pelle nera, maschere bianche
Pelle nera, maschere bianche (in francese Peau noire, masques blancs) è un saggio scritto da Frantz Fanon e pubblicato da Éditions du Seuil nel 1952. Insieme a I dannati della terra, pubblicato dallo stesso autore nel 1961, è considerato un classico degli studi postcoloniali e decoloniali.

## Stile
Il libro è scritto secondo lo stile di un'autoetnografia: Fanon vi condivide le proprie esperienze e presenta una critica storica degli effetti del razzismo e della disumanizzazione, insiti nelle situazioni di dominazione coloniale, sulla psiche umana: viene messo così in luce un doppio processo, quello economico e quello legato all'interiorizzazione del razzismo attraverso l'"epidermizzazione" dell'inferiorità.

## Contenuto
Il libro si apre con una citazione estratta dal Discorso sul colonialismo di Aimé Césaire:
(Aimé Césaire)
Si tratta di un'analisi dell'impatto prevalentemente psicologico provocato dal colonialismo. A livello metodologico, Fanon attinge sia alle esperienze raccolte in prima persona durante la propria attività di studente e medico, sia alle testimonianze letterarie a lui contemporanee (in particolare Léopold Sédar Senghor, Aimé Césaire e Mayotte Capécia), sia alle analisi di alcuni filosofi (Jean-Paul Sartre, Michel Leiris, Georges Mounin, Marie Bonaparte, Alfred Adler). La tesi proposta in Pelle nera, maschere bianche è che il colonialismo ha creato una nevrosi collettiva di cui bisogna liberarsi: Fanon, nativo della Martinica, descrive le complesse stratificazioni in cui si articola la presa di coscienza di tale effetto del colonialismo innanzitutto da parte degli Antillani e, secondariamente, degli Africani e dei bianchi francesi colonizzatori.

### Edizioni francesi
- (FR) Frantz Fanon, Peau noire, masques blanches, Paris, Seuil, 2015  [1952].

### Traduzioni in italiano
- Frantz Fanon, Pelle nera, maschere bianche. Il nero e l'altro, traduzione di Mariagloria Sears, Milano, Marco Tropea, 1996.
- Frantz Fanon, Pelle nera, maschere bianche, traduzione di Silvia Chiletti, Pisa, ETS, 2015.